# 劉思敬
劉 思敬（りゅう しけい、1231年 - 1283年）は、モンゴル帝国（大元ウルス）に仕えた漢人将軍の一人。父は劉斌。

## 概要
劉思敬の父の劉斌は漢人世侯の張栄の下で華北平定に従事した人物で、劉思敬も早くからモンゴル軍に加わって「哈八児都」というモンゴル語名を授けられている。父の死後に地位を継承し、董文炳らとともにクビライの指揮下に入った。臺山寨の戦いでは真っ先に城壁を登る功績を挙げたものの、矢傷を負ってしまったため、クビライ自らが酒を賜って労ったという逸話が残されている。中統2年（1261年）には武衛軍千戸の地位を授けられた後、李璮の乱討伐に従事し、銀60錠を下賜されている。中統4年（1263年）には済南武衛軍総管の地位を授けられ、盗賊の捕縛に功績があったため、銀千両を下賜されている。至元3年（1266年）、懐遠大将軍・侍衛親軍左翼副都指揮使の地位を授かり、至元4年（1267年）からは京城（大都）の築城を命じられた。
至元8年（1271年）、広威将軍・西川副統軍の地位を授かり、至元9年（1272年）には南宋の嘉定守将の昝万寿が成都に侵攻してきたため、劉思敬がこれを迎撃して破った。また青白でも南宋軍を破り、捕虜とした2千人を還した。至元12年（1275年）、同僉行枢密院事に転じ、再び嘉定を攻めてこれを奪取した。これにより、瀘州・叙州・忠州・涪州諸部、巴県籌勝・亀雲・石筍等寨の十九族、西南夷の五十六部が降った。至元13年（1276年）には重慶を包囲して宋将の張万を破り、敵船100艘余りを奪う勝利を得た。6月、瀘州が再び叛したため、劉思敬の妻子は命を落とした。そこで劉思敬は兵を率いて敵将の任慶を捕らえ、また盤山寨を破って9千戸余りを捕らえた。また、劉雄や王世昌らを捕らえることで夜間に東門より瀘州城に入り、王安撫らを殺して遂に瀘州を再度平定した。その後、再び重慶を攻めて敵将の趙牛子を降らせ、また守臣の張玨を生け捕りとした。至元16年（1279年）に四川地方が平定され、それまでの軍功により中奉大夫・四川行省参知政事に任じられた。また行院が廃止されたことにより四川北道宣慰使に改められた。
至元17年（1280年）、正奉大夫・江西行省参知政事の地位を授かり、吉州・贛州の盗賊を取り締まって民の暮らしを安定させた。その後、至元20年（1283年）に53歳にして亡くなった。
弟の劉思恭は昭毅大将軍・右衛親軍都指揮使の地位に至っている。